# Bombezin
Bombezin ali BBS je nevropeptid, sestavljen iz 14 aminokislin, ki ima različne farmakološke učinke, med drugim pa vpliva na sproščanje hormonov prebavnega trakta, kot je gastrin, in nadzoruje peristaltiko, poleg tega pa deluje tudi kot rastni hormon. Proizvajajo ga nevroni v osrednjem in obkrajnem živčevju ter različne nevroendokrine celice (npr. celice paraganglijev). Izvorno je bil izoliran iz kože nižinskega urha, obstajajo pa tri družine bombezinov, ki so razvrščeni glede na zaporedje aminokislin (primarna struktura). Pri sesalcih sta homologna peptida nevromedin B in gastrin sproščujoči hormon (GRP).
Bombezin je tudi tumorski marker, saj je povečano izražanje bombezinskih receptorjev povezano z nastankom pljučnega raka, raka želodca, trebušne slinavke, prostate, jajčnikov, dojk in ščitnice ter nevroblastoma in melanoma. Po vsej verjetnosti bombezini sodelujejo pri nastanku tovrstnih obolenj preko inhibicije apoptoze. Po drugi strani pa terapija z bombezinom ugodno vpliva na zdravljenje nekaterih bolezenskih stanj, kot je čir na želodcu.